# Миранда, Эрминио
Эрми́нио Мира́нда (исп. Herminio Antonio Miranda Ovelar; 7 мая 1985, Ита, Центральный департамент) — парагвайский футболист, центральный защитник.

## Карьера
Эрминио Миранда начал карьеру в клубе «Хенераль Кабальеро» в 2005 году — в том сезоне команда впервые с 1989 года участвовала в Примере, но не сумела закрепиться в элите и вылетела обратно в Сегунду. Миранда провёл следующие два года в клубе «2 мая», который как раз пришёл на смену «Хенералю Кабальеро» в Примере 2006 года.
В июне 2007 года Миранда подписал контракт с чилийским «Уачипато» и после года, успешно проведённого в стане «чёрно-синих», вернулся на родину, на сей раз в столичный «Насьональ». В 2009 году помог своему клубу впервые с 1946 года стать чемпионом Парагвая (команда выиграла Клаусуру), повторив это достижение в Апертуре 2011 года. 
Вторую половину 2012 года провёл в чемпионате Мексики, но в «Пуэбле» Миранде не удалось добиться значимых успехов и в январе 2013 года он подписал контракт с «Олимпией», где сразу же стал одним из ключевых игроков.
В Апертуре 2013 Миранда сыграл 12 матчей и забил 11 мая победный гол в ворота «Хенераля Диаса». В розыгрыше Кубка Либертадорес 2013 Миранда стал одним из трёх игроков «Олимпии», наряду с Мартином Сильвой и Салустиано Кандией, которые провели все 16 матчей, включая финал. В послематчевой серии пенальти первый удар Миранды отразил вратарь «Атлетико Минейро» Виктор. В итоге бразильцы сумели выиграть со счётом 4:3.

## Титулы
- Чемпион Парагвая (3): Клаусура 2009, Апертура 2011, Клаусура 2015
- Финалист Кубка Либертадорес (1): 2013